# Monastero di Santa Maria la Real de Nájera
Il Monastero di Santa Maria la Real de Nájera si trova nel comune di Nájera, nella comunità autonoma di La Rioja in Spagna.

## Storia
Il monastero fu fondato dal re García de Nájera e da sua moglie la regina Stefania di Foix, figlia del conte de Foix e de Bigorre, in seguito alla scoperta di una misteriosa immagine della Vergine, secondo la leggenda che i monaci di Cluny trascrissero nel XVI secolo. La leggenda vuole che nel 1044 il re Garcia, inseguendo una colomba, la trovò in una grotta, viva e in pace, con il falco che la inseguiva, fermi entrambi davanti ad una statua della Vergine.
Di questo primo complesso romanico a tre navate, consacrato il 29 dicembre 1052, rimangono solo le vestigia, quello attuale fu costruito tra gli anni 1422 e 1453, dal priore Pedro Martínez.
Nel XV e XVI secolo sono state completate le varie parti che compongono l'attuale monastero, il quale è stato dichiarato monumento nazionale con regio decreto datato 17 ottobre 1889.
Numerose scene sono rappresentate negli stalli, nel coro e nelle sculture del "Claustro de los Caballeros" (il chiostro dei cavalieri).

## La chiesa
Costruita intorno alla metà del XV secolo, è di belle proporzioni, con tre navate e un transetto incrociato, sorretto da dieci colonne. Vista dall'esterno sorprende per il rigore delle sue forme, con l'aspetto di una fortezza, priva di bovindi. Originali sono le spalle cilindriche dell'abside e l'attraversamento del transetto, nonché la torre quadrangolare. Diversi stili convergono nella costruzione della chiesa: gotico fiammeggiante, rinascimentale, plateresco, ecc. La pala d'altare dell'inizio del XVIII secolo, in stile barocco, sostituisce una precedente attribuita alla scuola fiamminga, attualmente al Museo di Anversa. Al centro appare l'immagine seduta di Santa María La Real, che sorregge il Bambino sul ginocchio sinistro. Si tratta di una scultura preromanica policroma di tipo bizantino. A sinistra dell'altare si trova la tomba dei duchi di Nájera, in marmo scuro e in stile rinascimentale. Fu fatta costruire dal primo duca di Nájera, Pedro Manrique de Lara, e vi giacciono diversi membri della sua famiglia.Nella cappella di destra si trova la tomba di Bianca di Navarra, nipote di El Cid e madre di Alfonso VIII di Castiglia. Si conserva solo la sommità dell'antico sarcofago, che costituisce senza dubbio uno dei più bei pezzi romanici del XII secolo.

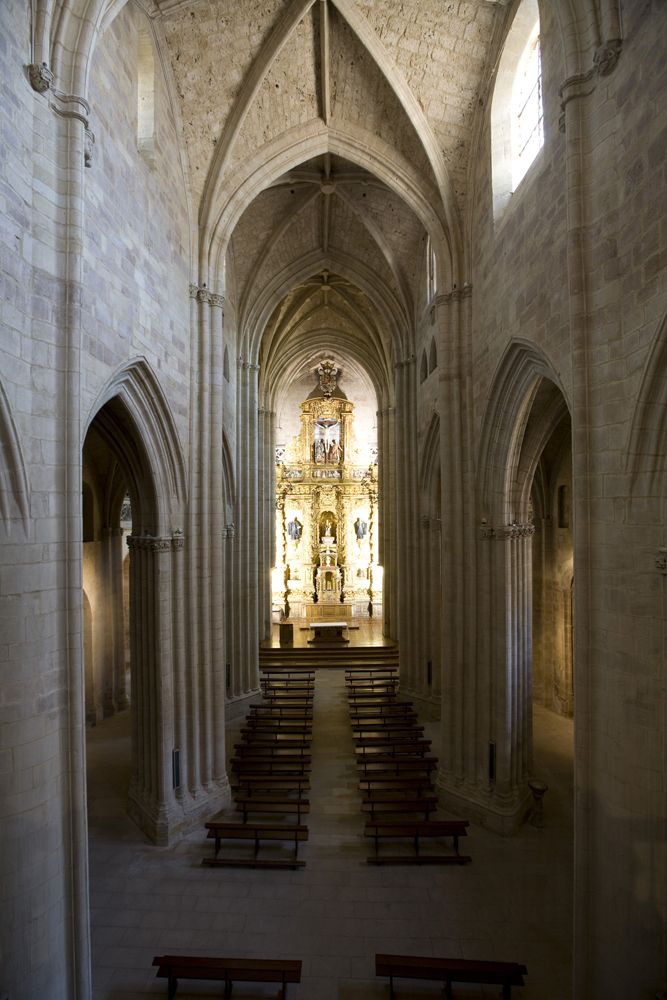
La navata.
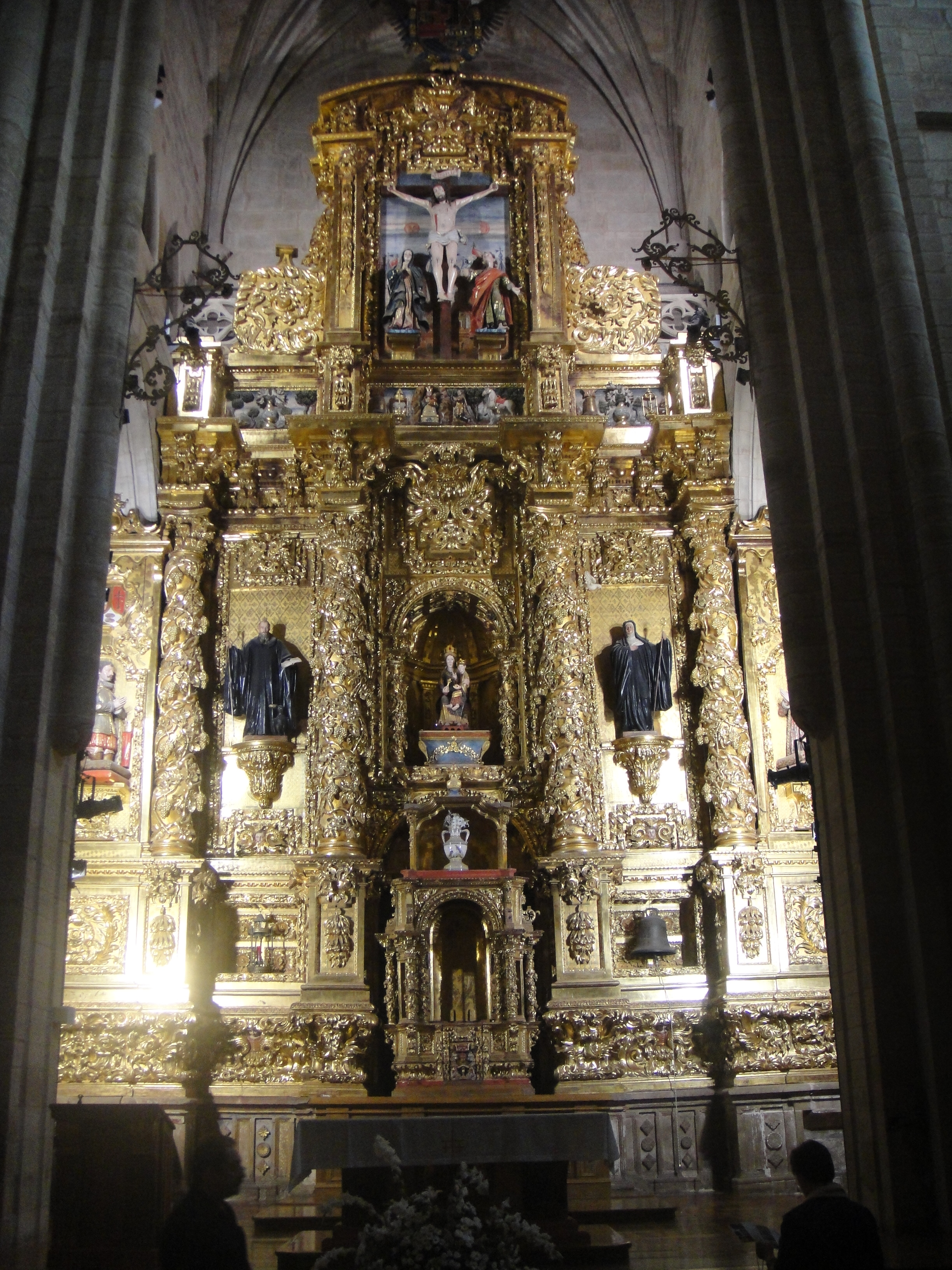
Pala d'altare.
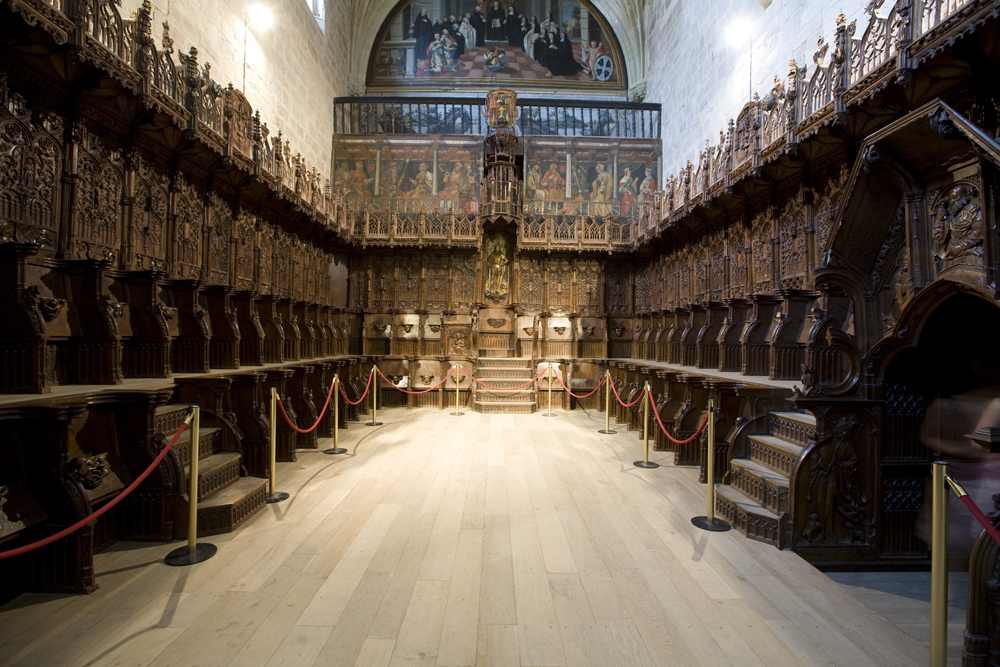
Il coro.

## Il Coro
Il coro fu costruito tra il 1490 e il 1493 dai maestri Andres e Nicolás e consentì ai monaci di essere completamente isolati. La porta d'ingresso è notevole. I sedili, intagliati in noce, sono composti da 36 stalli nella parte superiore e 27 in quella inferiore. È un'opera di gotico fiammeggiante e, nel suo genere, è considerato uno dei massimi di questo stile in Spagna per la sua eleganza, la sua leggerezza e la sua esecuzione. Le statue rappresentano profeti, figure dell'Antico Testamento e santi, con motivi ornamentali grotteschi di ispirazione profana. Sulla cattedra dell'abbazia appare la figura policroma del re García, con una cornice dorata e un mantello blu scuro.

## Il Pantheon Reale
Si trova sotto il coro, scavato nella roccia, è la grotta in cui la leggenda colloca la scoperta dell'immagine della Vergine da parte del re García. Nel Pantheon si trovano i resti di dodici figure reali, appartenenti al regno di Nájera-Pamplona, tranne Bermude III de Leon. È un'opera del XVI secolo, rinascimentale nella sua interezza, con alcuni dettagli platereschi. È quindi del tutto posteriore al tempo in cui vivevano i re, le cui spoglie furono successivamente trasferite in queste sepolture.
Al centro e su entrambi i lati dell'ingresso si trovano le tombe dei re fondatori: García IV e sua moglie, la regina Stefania di Foix. A destra e a sinistra sono collocate, tra le altre, le tombe di Sancho IV il Nobile, Sancho Garcés II Abarca e di sua moglie la regina Urraca (figlia del conte Fernán González), la regina Bianca di Navarra, Bermude III di León (1028-1037) e Sancio il Saggio. Proseguendo verso il fondo della grotta, sono collocate altre cinque tombe e, all'esterno del Pantheon, altre quattordici.
Nella grotta si venera un'immagine seduta in legno della Vergine dell'Alcazar, di transizione romano-gotica, della fine del XIII secolo o inizi del XIV.

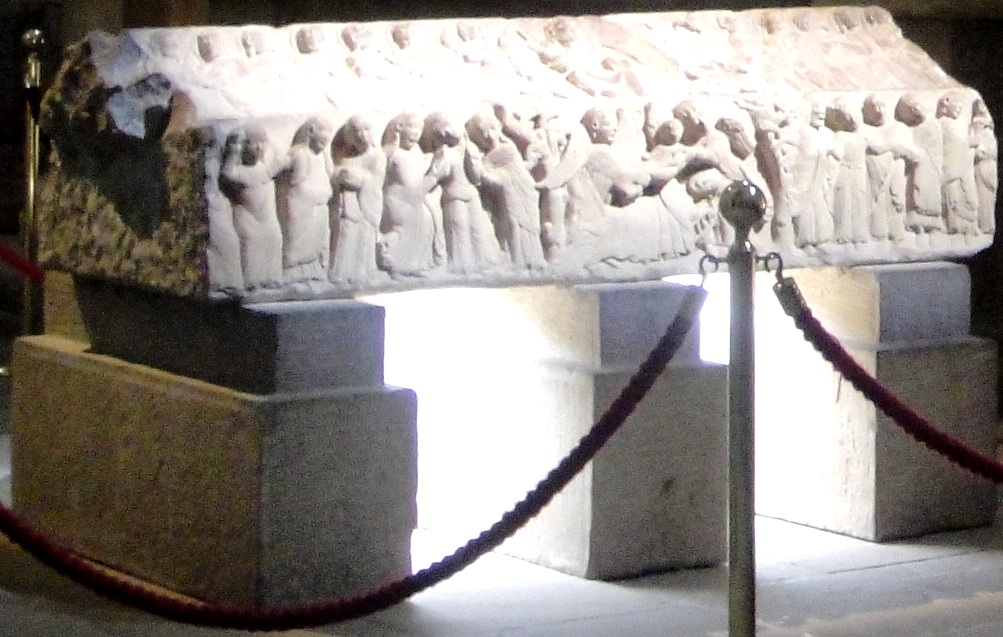
Un sarcofago.

### Il sepolcro di Doña Blanca
Questo sepolcro di Bianca di Navarra merita una sosta. Discendente del Cid, probabilmente morì di parto. Ella è raffigurata sul sarcofago, circondata dal sovrano sorretto dai suoi servi in lutto. Stesa sul letto, rende l'anima sotto forma di un bambino portato dagli angeli. Gli altri lati e il coperchio rappresentano scene bibliche: Cristo in maestà con gli apostoli e un crisma, il re Salomone, l'Epifania, la strage degli innocenti e la parabola delle dieci vergini.

## El Claustro de los Caballeros

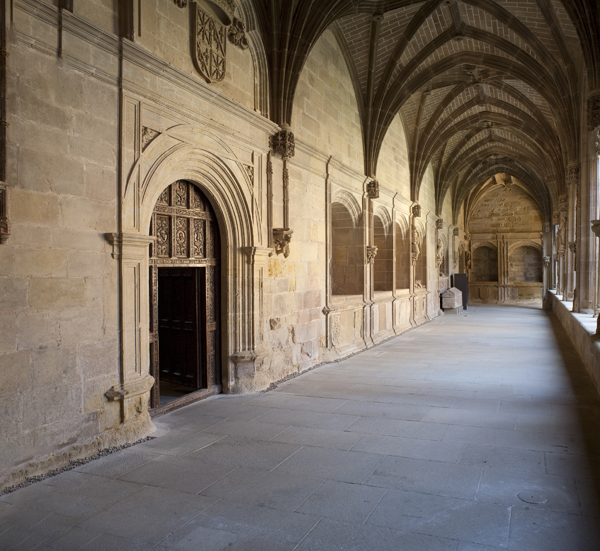
Vista di un ingresso al chiostro.

Il Chiostro dei Cavalieri è una costruzione della prima metà del XVI secolo. È composto da due piani. Nell'insieme le volte sono di gotico fiammeggiante e plateresco nelle esili aperture ogivali, che si affermano sui sostegni rinascimentali. Il puro stile rinascimentale può essere visto nelle tombe a muro.
Il Chiostro è stato storicamente il Pantheon Nazionale dei Cavalieri, essendo il luogo di sepoltura dei nobili più importanti della Spagna. Da qui il suo nome. Di queste sepolture si conservano solo venti tombe a muro, anche se fino al XIX secolo il pavimento del chiostro era ricco di epitaffi e stemmi di figure sepolte.
Nell'estensione dell'ala sul lato nord del chiostro, troviamo la Cappella della Vera Cruz (Vera Croce) con le tombe di Don García Manrique de Lara, del XVI secolo e di Don Garcilaso de la Vega, dell'inizio del XIII secolo. Al centro, quella di Doña Mencía López de Haro, regina del Portogallo, del XIII secolo. Nell'ala sud, nella sua seconda sezione, si trova la tomba di Don Diego López de Haro El Bueno e ai suoi piedi, il sarcofago gotico del XIII secolo, di sua moglie Doña Toda Pérez de Azagra.
Notevoli sono anche la Porte Plateresche, la Porte des Rois, in stile gotico fiammeggiante, la Porte de la Lune e la Porte de Carlo V, che dà accesso al Chiostro dalla Scala Reale.

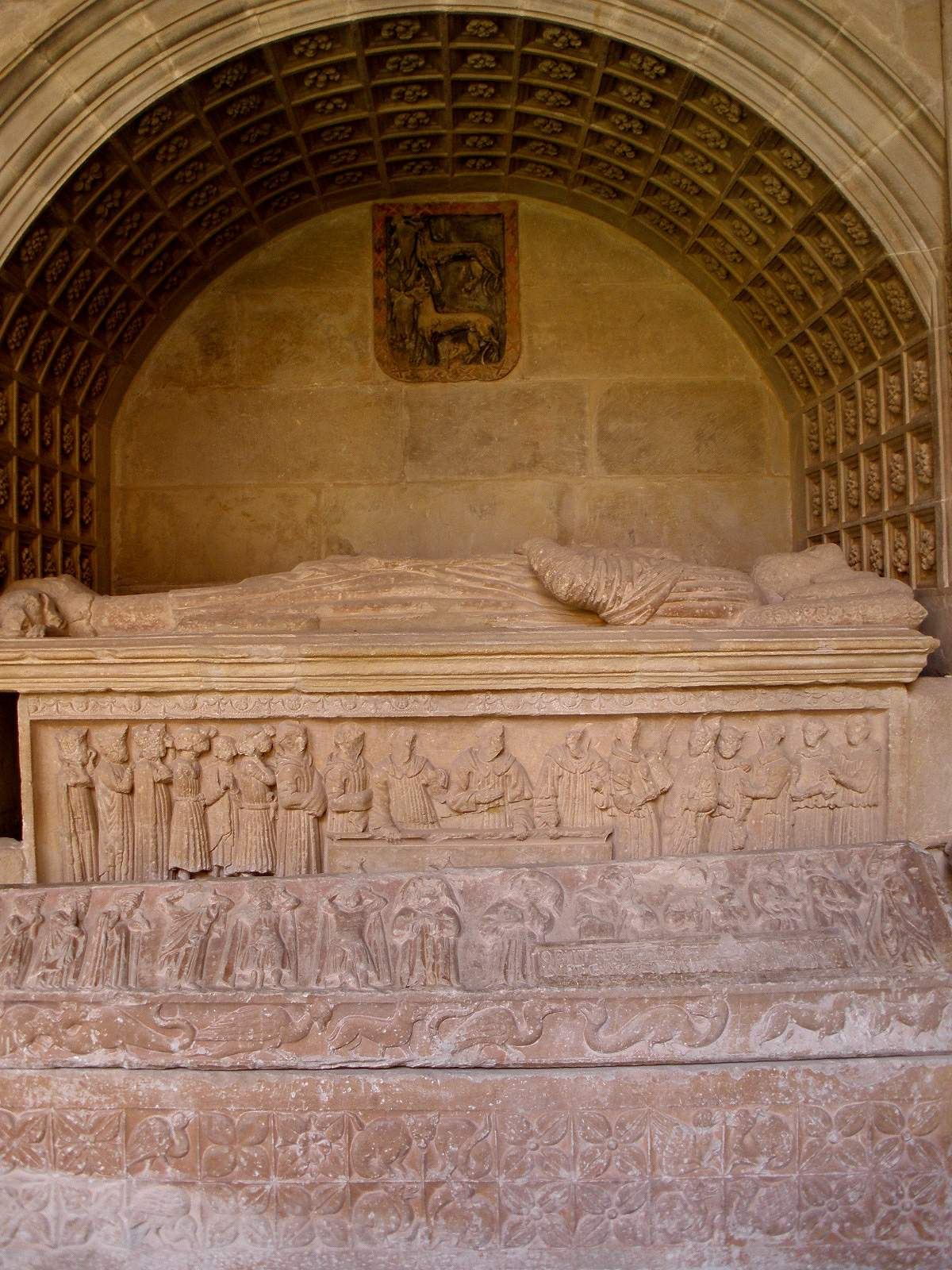
Don Diego Lopez de Haro.

### Il sepolcro di Diego de Haro
Tra le tombe dei cavalieri del chiostro del pantheon, la più bella è quella di Don Diego Lopez de Haro, signore di Biscaglia, luogotenente principale di Alfonso VIII. Vediamo, ai lati, monaci che coprono la bara, uomini che si strappano i capelli e donne che si portano le mani agli occhi in lacrime.